# Popcorn

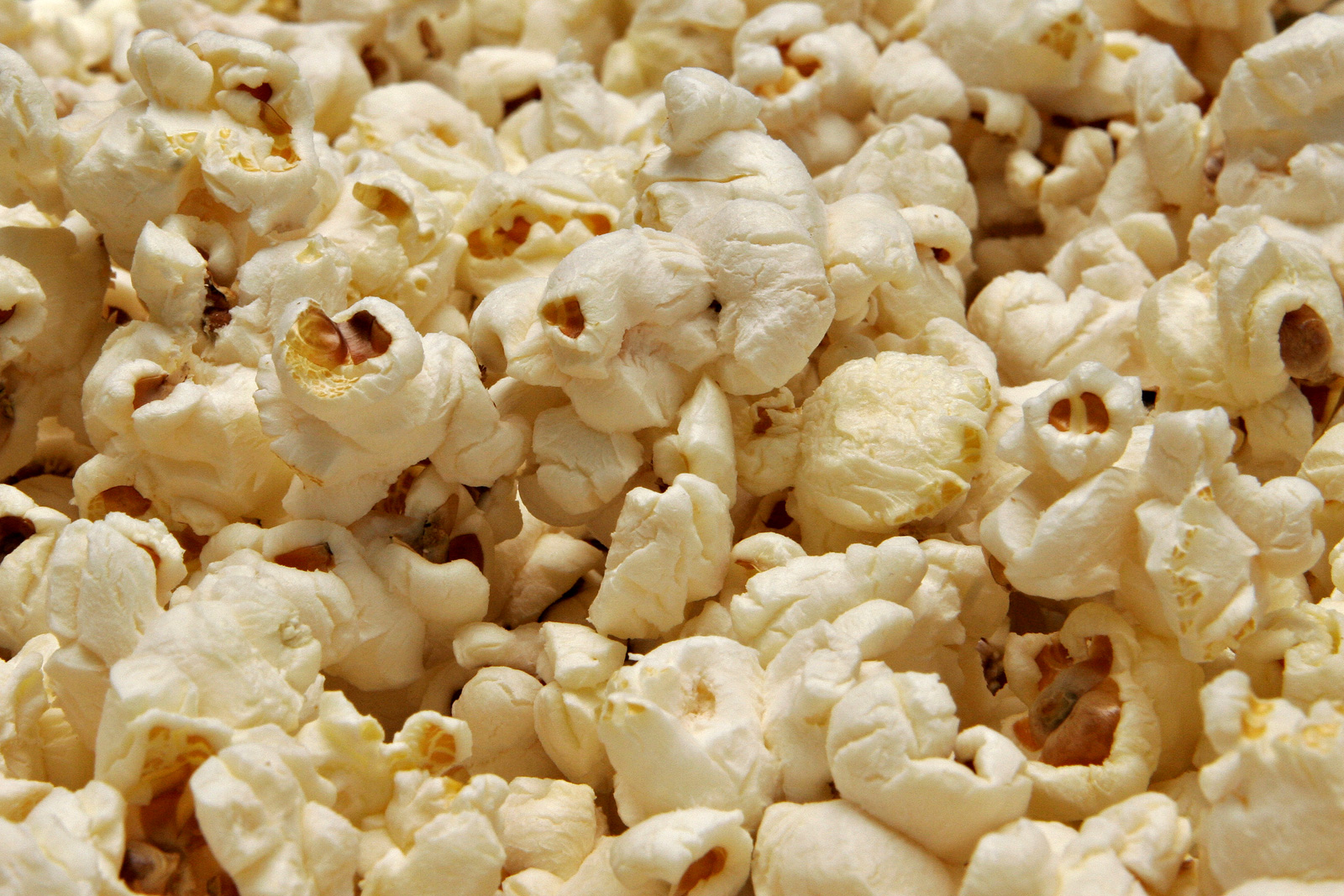
Butterfly Popcorn

Popcorn (auch Puffmais, Knallmais) ist ein als Snack dienendes Nahrungsmittel, das durch starkes Erhitzen einer speziellen Maissorte, Zea mays convar. microsperma Koern. hergestellt wird.

## Geschichte
Popcorn stammt vom amerikanischen Doppelkontinent. Wann zum ersten Mal Popcorn zubereitet wurde, ist jedoch nicht bekannt. Bei Ausgrabungen wurden mindestens 4000 Jahre alte Puffmaiskörner gefunden, dies belegt jedoch nicht, dass diese als Popcorn zubereitet wurden. Während der Weltwirtschaftskrise am Ende der 1920er-Jahre avancierte Popcorn parallel mit dem Aufstieg des Kinos in den USA und später weltweit zum beliebten Snack. Popcornmais-Sorten werden in der Regel zwischen „weißen“ und „gelben“ sowie auch nach „Butterfly“- und „Mushroom“-Form unterschieden. Innerhalb jeder dieser Sorten gibt es Größenunterschiede.

## Vorgänge bei der Entstehung von Popcorn
Das im Mais enthaltene stärkehaltige Speichergewebe, das sogenannte Endosperm, besitzt eine nach außen hin feste und nach innen hin weiche Konsistenz. In ihm ist Wasser gebunden. Wird der Mais auf ca. 200 °C erhitzt, ändert das Wasser seinen Aggregatzustand von flüssig zu gasförmig und es entsteht Wasserdampf. Als Dampf nimmt Wasser ein sehr viel größeres Volumen ein: Bei Normalbedingungen entstehen aus einem Milliliter Flüssigkeit über 1,6 Liter Dampf. Wasser siedet normalerweise bereits bei 100 °C; unter Druck bleibt es aber trotz weiter steigender Temperatur flüssig. Bei ca. 170 °C kann ein Drittel der Maiskörner, der Rest ab 180 °C dem Druck des im Maiskorn enthaltenen Wassers nicht mehr standhalten. Sie platzen auf und die durch die Hitze und den Druck verflüssigte Stärke dehnt sich in der schaumigen Struktur des Endospermgewebes rapide aus, kühlt jedoch augenblicklich ab und erstarrt. Die Flocke des gepoppten Popcornmaises ist 40 bis 50 Mal so groß wie ursprünglich.

## Puffmais

Popcorn-Mais (ungepoppt)

Zur Herstellung von Popcorn ist nur eine spezielle Maissorte (Zea mays subsp. mays convar. microsperma (Koern.) Asch. et Graebn.) geeignet, nämlich Puffmais. Der Puffmais hat eine sehr dünne, harte und etwas glasige Schale. Nach der Herstellung von Popcorn bleiben oft Teile dieser Schale an dem Endprodukt haften. Eine Handvoll Körner ergibt eine große Schüssel Popcorn. Die Pflanzen dieser Unterart sind oft recht niedrig, Grünperl wird z. B. nur ca. 1,2 m hoch. Die Körner können weiß, gelb, orange, rot, braun, violett sein, oder schwarz-weiß und gelb-weiß gescheckt, der Kolben weiß oder rot. Die Körner sind rund oder spitz. Die Länge der Kolben ist sehr variabel. Oft produziert eine Pflanze nur einen Kolben, aus Indien sind jedoch Landrassen mit mehreren Kolben bekannt. Die Körner sind hier meist rot.
In Südamerika existieren zahlreiche Landrassen von Popcornmais. Sie werden als Nahrung, Viehfutter und Dekoration verwendet.

### Methoden der Zubereitung
Ungepoppten Popcornmais erhält man im Lebensmittelhandel.
Aus Mais, der zur Gewinnung von Stärke oder als Viehfutter angebaut wird, ist es nur schlecht oder gar nicht möglich, Popcorn herzustellen. Normale Maiskörner sind entweder zu trocken oder zu weich, wodurch das im Inneren gebundene, erhitzte Wasser zu wenig Druck aufbauen kann. Bei Beschädigungen kann das Wasser auch direkt durch Öffnungen entweichen.

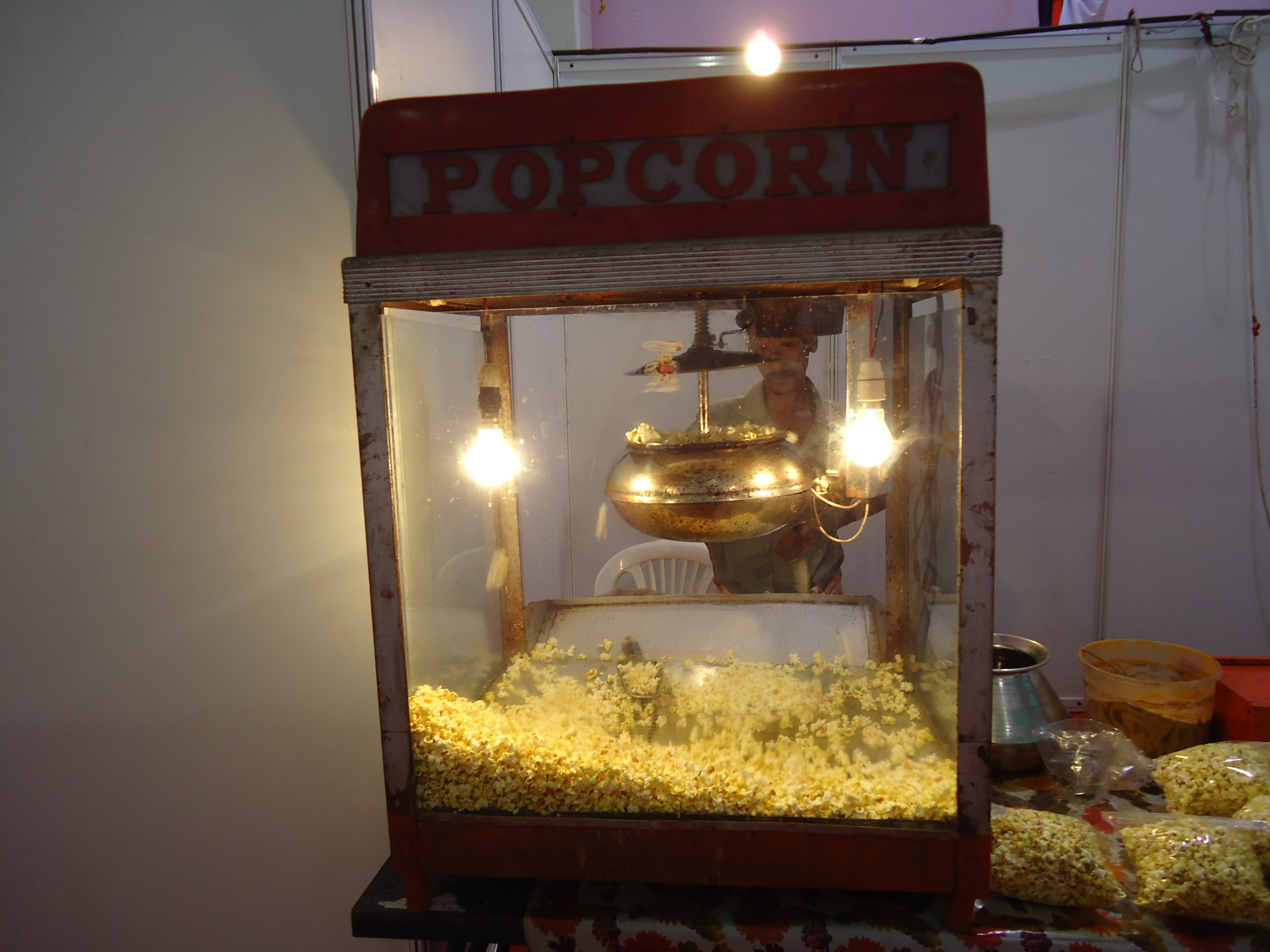
Popcorn-Maschine

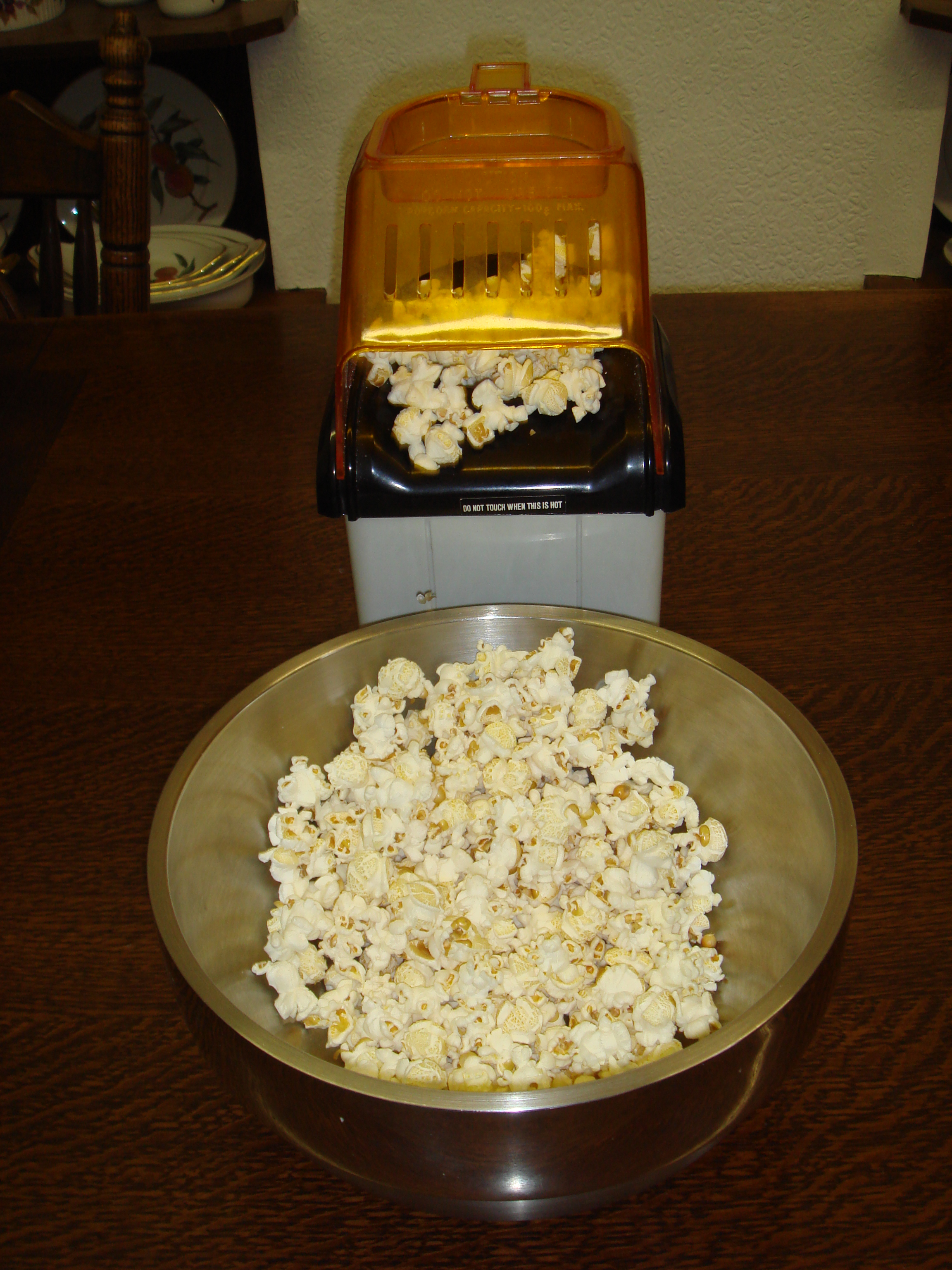
Heißluft-Popcorn-Maschine für den Hausgebrauch

Popcorn-Verkaufsautomat mit Tütenstellplatz

Es gibt zahlreiche Möglichkeiten der Zubereitung von der professionellem Popcornmaschine bis hin zur Herstellung mit haushaltsüblichen Gegenständen. Außer bei der Heißluftmaschine kann man Zucker zugeben und erhält karamellisiertes Popcorn. Üblich ist alternativ auch das Bestreuen mit Salz oder Käse. Folgende Arten und Methoden der Zubereitung sind bekannt:
- Gewöhnlicher hoher Topf mit einer dünnen Schicht heißen Öls: Wenn das Öl anfängt zu rauchen, den Topfboden mit einer dünnen Schicht Mais bedecken und darüber wahlweise Salz oder Zucker streuen. Sobald viele Körner gleichzeitig platzen („poppen“), den Topf alle 20 Sekunden kräftig schütteln. Wenn das Poppen nachlässt, den Topf vom Herd nehmen und das Popcorn in ein anderes Gefäß geben.
- Spezialtopf mit Handkurbel: Kann während der Zubereitung gekurbelt werden, um den Mais in steter Bewegung zu halten. Geräte dieses Typs gibt es seit über 100 Jahren.
- Popcornmaschine mit Heizplatte: Hier ist die Heizplatte bereits im Gerät integriert. Ein Rührmechanismus hält das Popcorn in Bewegung. Nur geringe Überhitzungsgefahr. Der Gerätedeckel kann als Servierschüssel verwendet werden. Nur geringe Öl-/Fettbeigabe notwendig.
- Mikrowellenherd: der Popcorn-Mais wird entweder in geschlossener Papiertüte in der Mikrowelle erhitzt oder in Spezialgeschirr (z. B. aus Silikon). Zum Erhitzen kann Fett oder Butter dazugegeben werden.
- Heißluftmaschine. Das Gerät enthält ein Heißluftgebläse in der Art eines Föhns. Über der Austrittsdüse gibt es eine kleine Schale mit dem Popcorn, durch die von unten heiße Luft geblasen wird. Das fertige Popcorn entweicht durch eine Öffnung in eine Schüssel. Salz oder Zucker müssen dem fertigen Popcorn in der Schüssel beigegeben werden.

### Zusätze
Popcorn wird gezuckert, karamellisiert oder gesalzen. In den Vereinigten Staaten, Österreich, der Schweiz, Spanien, dem Balkan und Südamerika ist insbesondere gesalzenes und mit Butteraroma versehenes Popcorn die Regel; verbreitet ist daneben auch karamellisiertes Popcorn. Das in Deutschland übliche gezuckerte Popcorn dagegen ist in den USA und vielen anderen Ländern nahezu unbekannt, jedoch ist eine süß-salzige Variante, „Kettle corn“, verbreitet.

### Nährwert und Inhaltsstoffe
100 Gramm Popcorn mit Zucker hat einen physiologischen Brennwert von 1622 Kilojoule (387 kcal) und enthält u. a. folgende Stoffe:
| Bestandteile    | Anteil |
| --------------- | ------ |
| Wasser          | 3 g    |
| Eiweiß          | 12 g   |
| Fett            | 5 g    |
| Kohlenhydrate 1 | 68 g   |
| Ballaststoffe   | 9,5 g  |

| Mineralstoffe | Anteil |
| ------------- | ------ |
| Natrium       | 3 mg 2 |
| Kalium        | 240 mg |
| Magnesium     | 80 mg  |
| Calcium       | 10 mg  |
| Eisen         | 1,7 mg |
| Zink          | 0,1 mg |
| Phosphor      | 280 mg |

| Vitamine            | Anteil  |
| ------------------- | ------- |
| Vitamin A (Retinol) | 0 µg 3  |
| Carotin             | 450 µg  |
| Vitamin E           | 2,1 mg  |
| Vitamin B1          | 0,30 µg |
| Vitamin B2          | 0,12 mg |
| Nicotinamid         | 3,5 mg  |
| Pantothensäure      | 1600 µg |
| Vitamin B6          | 0,22 mg |
| Folsäure            | 9 µg    |
| Vitamin B12         | 0 µg    |
| Vitamin C           | 0 µg    |

| Lipide                   | Anteil |
| ------------------------ | ------ |
| gesättigte Fettsäuren    | 0,6 g  |
| einfach ungesättigte FS  | 1,8 g  |
| mehrfach ungesättigte FS | 1,8 g  |
| Cholesterin              | 0 mg   |

### Aromastoffe
Analyse der Komponenten von frisch hergestelltem Popcorn zeigte mehr als 20 Aromastoffe. Die am deutlichsten wahrgenommenen Komponenten sind 2-Acetyl-1-pyrrolin (1) (typisches Popcorn-Aroma), (E,E)-2,4-Decadienal (2) (fettartig), Furan-2-ylmethanthiol (3) (kaffeeartig) und 4-Vinyl-2-methoxyphenol (4) (würzig); weitere Komponenten (Aroma: geröstet) sind 2-Acetyl-tetrahydropyridin (5) und 2-Propionyl-1-pyrrolin (6).

(1) 1-(3,4-Dihydro-2H-pyrrol-5-yl)ethanon
(2) (2E,4E)-Deca-2,4-dienal
(3) Furan-2-ylmethanthiol
(4) 2-Methoxy-4-vinylphenol
(5) 1-(1,4,5,6-Tetrahydropyridin-2-yl)ethanon
(6) 1-(3,4-Dihydro-2H-pyrrol-5-yl)propan-1-on

## Popcorn im Handel
Viele Menschen essen bei einem Kinobesuch Popcorn. Nahezu jedes Kino hat einen Popcorn-Verkaufsstand. In Süd- und Südosteuropa ist Popcorn ein beliebter Straßensnack, der stets gesalzen an Kiosken und Verkaufsständen angeboten wird. Der Lebensmitteleinzelhandel bietet fertiges Popcorn in verschiedenen Verpackungsformen an. Es gibt schlauchförmige Tüten, die man oft auch auf dem Jahrmarkt bekommt, sowie kleine und große Plastikeimer mit dichtem Verschlussdeckel. Für Kleinkinder gibt es auch Spielzeuge aus Plastik, wobei nur Teile davon mit Popcorn gefüllt sind; dieses Popcorn ist meistens mit Lebensmittelfarbe bunt gefärbt und viel feiner gekörnt.

## Popcorn als Verpackungsstoff
Fettfrei geblähtes Popcorn wird teilweise anstelle von Schaumstoff-Flocken als Füllmaterial für Pakete benutzt, um die zu versendende Ware beim Transport vor Beschädigung zu schützen. Nach der Warenzustellung lässt sich dieses Popcorn dann als Vieh- oder Vogelfutter wiederverwenden oder kompostieren.

## Röstmais
Dem Popcorn ähnlich ist der sogenannte Röstmais (auch „Cancha“, „Chulpi“ oder „Maiz Tostado“).
Wie Popcorn ist er ein beliebter Snack, allerdings poppen bei den verwendeten Maissorten die getrockneten Maiskörner nicht auf, sie behalten ihre Form, vergrößern sich aber um das Doppelte bis Dreifache und werden dadurch genussfähig.